# Robin Carpenter
Robin Carpenter (Filadelfia, 20 de junio de 1992) es un ciclista estadounidense que desde 2023 corre en el equipo L39ION of Los Angeles.

## Palmarés
2013
- 1 etapa del Joe Martin Stage Race

2014
- 1 etapa del USA Pro Cycling Challenge

2016
- 1 etapa del Tour de Utah[1]
- Tour de Alberta

2017
- Joe Martin Stage Race, más 1 etapa
- Winston Salem Cycling Classic
- Cascade Cycling Classic

2018
- 2.º en el Campeonato de Estados Unidos en Ruta

2021
- 1 etapa de la Vuelta a Gran Bretaña